# Eusterinx townesi
Eusterinx townesi är en stekelart som beskrevs av Dasch 1992. Eusterinx townesi ingår i släktet Eusterinx och familjen brokparasitsteklar. Inga underarter finns listade i Catalogue of Life.